# HD 125288
HD 125288 (v Centauri) é uma estrela na constelação de Centaurus. Com uma magnitude aparente visual de 4,35, é visível a olho nu em locais sem poluição luminosa excessiva. Dados de paralaxe obtidos na missão Hipparcos indicam que está a uma distância de aproximadamente 1 230 anos-luz (380 parsecs) da Terra.
O espectro desta estrela corresponde a um tipo espectral de B6 Ib, com a classe de luminosidade 'Ib' indicando que ela é uma supergigante de baixa luminosidade. Tem uma massa estimada em 10 vezes a massa solar, a qual está sendo perdido pelo vento estelar à taxa de 4 × 10−8 massas solares por ano, o equivalente à massa solar a cada 25 milhões de anos. Possui um raio equivalente a 31 vezes o raio solar e está brilhando com 24 500 vezes a luminosidade solar. Sua fotosfera irradia essa energia a uma temperatura efetiva de 13 900 K, conferindo à estrela a coloração azul branca típica de estrelas de classe B. É relativamente jovem, com uma idade estimada em 37 milhões de anos.
v Centauri é uma estrela variável periódica que passa por pulsações não radiais com pelo menos um período de 8,0906 dias, com amplitude total de 0,038 magnitudes. Não possui estrelas companheiras conhecidas.